# (5372) Bikki
(5372) Bikki (1987 WS) – planetoida z grupy pasa głównego asteroid okrążająca Słońce w ciągu 5,4 lat w średniej odległości 3,08 j.a. Odkryta 29 listopada 1987 roku.